# Mrągowo (stacja kolejowa)
Mrągowo – nieczynna stacja kolejowa w Mrągowie, w województwie warmińsko-mazurskim, w Polsce.
Dworzec wybudowany w latach 60. XX wieku. Od roku 2010 stacja nieczynna w ruchu pasażerskim, czynna w ruchu towarowym jedynie w kierunku Czerwonki. W okresie letnim obowiązywania rozkładu jazdy pociągów 1999/2000 na stacji zatrzymywały się pociągi międzynarodowe Mare Balticum rel. Ełk – Berlin-Lichtenberg.